# Вейяланъярви
Ве́йяланъя́рви (фин. Veijalanjärvi) — озеро на территории Хийтольского сельского поселения Лахденпохского района Республики Карелии.

## Общие сведения
Площадь озера — 1,2 км². Располагается на высоте 13,0 метров над уровнем моря.
Форма озера продолговатая: вытянуто с северо-запада на юго-восток. Берега каменисто-песчаные, возвышенные, местами заболоченные.
В озеро впадает река Кокколанйоки и вытекает Асиланйоки, впадающая в Ладожское озеро.
Неподалёку от северо-восточного берега проходит трасса А121 («Сортавала»), а от юго-восточного — дорога местного значения 86К-375 («Подъезд к п. Хийтола»).
Код объекта в государственном водном реестре — 01040300211102000012943.